# Rugosodon
Rugosodon eurasiaticus
Genre
Espèce
Rugosodon est un genre fossile de mammifères multituberculés de la famille des Paulchoffatiidae. Il est considéré comme le plus ancien multituberculé connu, une lignée réputée être la plus réussie et durable parmi les mammifères.
Une seule espèce est rattachée au genre : Rugosodon eurasiaticus, 

## Historique
Le genre Rugosodon et l'espèce Rugosodon eurasiaticus sont décrits en 2013 par Chong-Xi Yuan, Qiang Ji, Qing-Jin Meng, Alan R. Tabrum et Zhe-Xi Luo.

### Fossiles
L'holotype de Rugosodon a été découvert dans la formation géologique de Tiaojishan datée du Jurassique moyen à supérieur,, dans l'ouest de la province chinoise du Liaoning.

### Étymologie
Le nom de genre Rugosodon est une composition de mots latins signifiant « dents ridées » ou « dents rugueuses », une forme multituberculée très distinctive reconnue depuis Edward Drinker Cope en 1884 sur des dents isolées (la partie du squelette de ces animaux qui se conserve le mieux dans le registre fossile). Le nom d'espèce eurasiaticus indique la liaison probable entre les fossiles chinois de ce genre et des dents isolées très similaires découvertes en Europe.

## Description
Rugosodon n'est connu que par un seul squelette presque complet avec son crâne, visible également sur sa contre-empreinte. Il ressemble globalement à un rat ou à un petit écureuil. Il mesure 17 centimètres de long de la tête jusqu'à la base de sa queue. Cette dernière n'a pas été retrouvée. La masse de l'animal est de l'ordre de 65 à 80 grammes. Son crâne mesure 3,4 cm de long et sa mandibule 2,8 cm.
Ces animaux multituberculés tirent leur nom de leur denture de type rongeur, avec des dents ridées, formant une succession de petits tubercules ou cuspides sur leurs faces occlusales. Les dents de Rugosodon indique qu'il était omnivore, parfaitement adapté pour ronger les plantes et les animaux, dont des fruits, des graines, des vers de terre, des insectes et de petits vertébrés.
Rugosodon possédait une colonne vertébrale incroyablement flexible, lui donnant une grande capacité de flexion au niveau de la taille, aussi bien de haut en bas que de gauche à droite. De même sa cheville était remarquablement flexible lui permettant une hyper-extension vers le bas à la manière de la position en pointe des danseurs. Cette flexibilité, associée à un orteil très mobile, lui aurait permis de se déplacer facilement sur des terrains accidentés.
« La flexibilité des multituberculés, aussi bien au sens physique qu'au niveau alimentaire, a contribué à leur succès évolutif ».
La morphologie dentaire de Rugosodon ressemble à celle de dents, généralement isolées, de multituberculés, découvertes en Europe dans le Jurassique supérieur, prouvant ainsi l'existence d'importants échanges fauniques de mammifères durant cette époque en Eurasie.